# Черемухівка
Черему́хівка — село в Україні, у Лебединській міській громаді Сумського району Сумської області. Населення становить 48 осіб. До 2020 орган місцевого самоврядування — Калюжненська сільська рада.

## Географія
Село Черемухівка знаходиться на правому березі річки Ташань, вище за течією на відстані 1 км розташоване село Іщенки (зняте з обліку в 1988 році), нижче за течією на відстані 2,5 км розташоване село Довжик.

## Історія
12 червня 2020 року, відповідно до Розпорядження Кабінету Міністрів України № 723-р «Про визначення адміністративних центрів та затвердження територій територіальних громад Сумської області» увійшло до складу Лебединської міської громади.
19 липня 2020 року, після ліквідації Лебединського району, село увійшло до Сумського району.